# Christian Kracht
Christian Kracht (født 29. december 1966 i Saanen) er en forfatter, manuskriptforfatter og journalist fra Schweiz. Hans debutværk var Faserland (1995).

## Værker oversat til dansk
- 1979 (tysk: 1979, 2001). Politisk Revy, 2004. ISBN 87-7378-246-7
- Imperium (tysk: Imperium, 2012). Rosenkilde & Bahnhof, 2013. ISBN 978-87-7128-126-2
- De døde (tysk: Die Toten, 2016). Oversat fra tysk af Madame Nielsen. Gyldendal, 2018. ISBN 978-87-02-25018-3
- Eurotrash (tysk: Eurotrash, 2021). Oversat fra tysk af Madame Nielsen. Gads Forlag, 2022. ISBN 978-87-12-06755-9

## Andre værker
- Five Years (brevkorrespondance med David Woodard). Hannover: Wehrhahn Verlag, 2011. ISBN 978-3-86525-235-7[1]